# 10811 Lau
10811 Lau este un asteroid din centura principală de asteroizi.

## Descriere
10811 Lau este un asteroid din centura principală de asteroizi. A fost descoperit pe 17 martie 1993 la Observatorul La Silla în cadrul programului UESAC. Asteroidul prezintă o orbită caracterizată de o semiaxă mare de 2,93 ua, o excentricitate de 0,22 și o înclinație de 7,2° în raport cu ecliptica.